# NGC 1542
NGC 1542 је спирална галаксија у сазвежђу Бик која се налази на NGC листи објеката дубоког неба.
Деклинација објекта је + 4° 46' 55" а ректасцензија 4h 17m 14,1s. Привидна величина (магнитуда) објекта NGC 1542 износи 14,1 а фотографска магнитуда 14,9. NGC 1542 је још познат и под ознакама UGC 3003, MCG 1-11-16, CGCG 418-17, KARA 145, IRAS 04145+0439, PGC 14800.